# Diễm Liên
Đinh Diễm Liên (sinh ngày 17 tháng 12 năm 1971) là một nữ ca sĩ, xướng ngôn viên và diễn viên Việt Nam tại hải ngoại.

## Tiểu sử
Diễm Liên tên thật là Đinh Diễm Liên. Cô sinh ngày 17 tháng 12 năm 1971 tại Đà Lạt, Lâm Đồng trong một gia đình 5 chị em gái đều mang tên Liên: Quỳnh Liên, Phượng Liên, Diễm Liên, Thảo Liên, Mai Liên. Mẹ cô cũng tên là Thu Liên. Cha cô là Đinh Tiến Dũng, một nhà báo, sau 1975 từng đi học tập cải tạo trong 13 năm.
Cô là cháu ruột của danh hài Thanh Hoài.

## Sự nghiệp
Từ khi còn ở Việt Nam, Diễm Liên đã bắt đầu tham gia ca hát. Qua chị gái là Quỳnh Liên, nhạc sĩ Tùng Giang đã phát hiện ra cô trong một lần đi hát tại vũ trường ở Đà Lạt. Năm 1991, Diễm Liên cùng gia đình sang Hoa Kỳ định cư theo diện HO.
Vào năm 1992, khi đang ở California, Diễm Liên gặp lại Tùng Giang. Sự nghiệp âm nhạc của cô bắt đầu khi được Tùng Giang đưa tới hát ở vũ trường Ritz của nhạc sĩ Ngọc Chánh. Lúc ấy, vì chưa đủ 21 tuổi để có thể đi hát ở vũ trường, Diễm Liên phải mượn căn cước của chị mình. Sau đó Diễm Liên cộng tác cùng Trung tâm Mây trong các chương trình Hollywood night. Trung tâm Thúy Nga mời cô trong các chương trình Paris by Night, tên tuổi của cô được thực sư biết đến với ca khúc Con yêu.
Năm 1999, Diễm Liên thành hôn với một sĩ quan gốc Việt của Quân đội Hoa Kỳ và có một con trai. Sau một thời gian vắng bóng, Diễm Liên trở lại ca hát như một nghệ sĩ độc lập và cộng tác với trung tâm Tình.
Năm 2001, Hội âm nhạc nghệ thuật Nam Cali mời cô hát trong một chương trình nhạc thính phòng, Diễm Liên đã trình bày ca khúc Cơn mưa phùn của Đức Huy. Rồi cô còn trình diễn cùng ban Ngàn Khơi với hai nhạc phẩm Nương chiều và Người tình không chân dung. Sau đó Diễm Liên tiếp tục xuất hiện trong nhiều chương trình thính phòng khác. Cùng với Trần Thái Hòa, Ngọc Hạ... Diễm Liên là một trong những ca sĩ trẻ ở hải ngoại thành công với dòng nhạc này. Hiện nay cô cộng tác với Trung tâm Asia.
Mặc dù không được đào tạo về diễn xuất, Diễm Liên cũng có được những thành công trong lĩnh vực điện ảnh. Cô từng tham gia phim Dòng đời oan trái của Nguyễn Dương trong vai cô gái mù tên Lượm. Tiếp đó, Diễm Liên diễn xuất trong Người trong mơ cũng của Nguyễn Dương. Trong bộ phim Vượt sóng, sau khi vượt qua nhiều ứng viên, Diễm Liên đóng vai nữ chính bên cạnh Kiều Chinh, Nguyễn Long... Đến cuối năm 2017, cô cùng với Nguyễn Hoàng Nam tham gia bộ phim ca nhạc của trung tâm Asia có tên "Món quà yêu thương". Đây cũng đánh dấu sự trở lại của Diễm Liên trong linh vực điện ảnh.

## CD
- Ôi tình yêu
- Trả nợ tình xa (cùng Huy Tâm)
- Vĩnh biệt mùa hè (cùng Don Hồ)
- Em vẫn biết
- Con yêu
- Hết rồi từ đây (cùng Tuấn Ngọc)
- Dòng sông cạn
- Trả nợ tình xa
- Hãy để tình ngủ yên
- Từ thuở yêu anh
- Vì sao cô đơn
- Khúc tình (cùng Anh Tân)
- Tình chấp nhận... Tình dẫu muộn màng (cùng Kỳ Anh)
- Phút ban đầu (cùng Nguyên Khang)
- Tiếng hát từ trái tim (cùng Nguyên Khang)

## Phim
- Dòng đời oan trái
- Người trong mơ
- Vượt sóng
- Món quà yêu thương

## Trình diễn trên sân khấu

### Trung tâm Mây - Dạ Lan
| STT | Tiết mục                                                  | Thể hiện với      | Chương trình      | Năm  |
| --- | --------------------------------------------------------- | ----------------- | ----------------- | ---- |
| 1   | Tình khúc Tháng Sáu (Ngô Thụy Miên)                       | solo              | Hollywood Night 3 | 1992 |
| 2   | Có Nghe Đời Nghiêng (Trịnh Công Sơn)                      | solo              | Hollywood Night 4 | 1993 |
| 3   | Tôi Với Trời Bơ Vơ (Tùng Giang)                           | solo              | Hollywood Night 5 | 1993 |
| 4   | Tôi Ru Em Ngủ (Trịnh Công Sơn)                            | solo              | Hollywood Night 6 | 1993 |
| 5   | Ngôi Sao Cô Đơn (Thanh Tùng)                              | solo              | Hollywood Night 7 | 1993 |
| 6   | Nỗi Niềm (Tuấn Khanh)                                     | solo              | Hollywood Night 8 | 1993 |
| 7   | Ngày Mai Chị Tôi Lấy Chồng (Trần Thiện Anh Chương)        | solo              | Dạ Lan 1          | 2003 |
| 8   | LK Hoa Biển, Hoa Trinh Nữ, Tuyết Trắng (Trần Thiện Thanh) | Hạ Vy, Thanh Trúc | Dạ Lan 2          | 2004 |
| 9   | Ngày Tôi Về (Anh Bằng)                                    | solo              | Dạ Lan 2          | 2004 |

### Trung tâm Thúy Nga

#### Chương trình Paris By Night
| STT | Tiết mục                              | Thể hiện với     | Chương trình      | Năm  |
| --- | ------------------------------------- | ---------------- | ----------------- | ---- |
| 1   | Lệ Tình (Tâm Anh)                     | solo             | Paris By Night 26 | 1994 |
| 2   | Nỗi Buồn (Văn Phụng)                  | solo             | Paris By Night 27 | 1994 |
| 3   | Lời Yêu Cuối (Lam Phương)             | solo             | Paris By Night 28 | 1994 |
| 4   | Con Yêu (Lời Việt: Cẩm Vân)           | solo             | Paris By Night 29 | 1994 |
| 5   | Hay Là Anh Đã Quên Em (Thanh Tùng)    | solo             | Paris By Night 31 | 1995 |
| 6   | Cát Bụi Tình Xa (Trịnh Công Sơn)      | Don Hồ, Thanh Hà | Paris By Night 31 | 1995 |
| 7   | Cơn mưa phùn (Đức Huy)                | solo             | Paris By Night 33 | 1995 |
| 8   | Cánh Hoa Tàn Úa (Lời Việt: Nhật Ngân) | solo             | Paris By Night 35 | 1996 |
| 9   | Tiếc Thương (Quốc Hùng)               | Lay Minh         | Paris By Night 52 | 1999 |

### Trung tâm Asia
| STT | Tiết mục | Thể hiện với | Chương trình                 | Năm  |
| --- | --- | --- | ---------------------------- | ---- |
| 1   | Gọi Anh Mùa Xuân (Anh Bằng, Trần Mộng Tú) | solo | ASIA 40                      | 2003 |
| 2   | Mai Tôi Đi (Anh Bằng, Nguyên Sa) | Nguyên Khang | ASIA 41                      | 2003 |
| 3   | Khi Xưa Ta Bé (LV: Phạm Duy) | Nguyên Khang | ASIA 42                      | 2003 |
| 4   | LK Trái Tim Ngục Tù (Đức Huy), Trái Tim Mùa Đông (Trúc Hồ), Trái Tim Lầm Lỡ (LV: Khúc Lan)                                                                                      | Quang Minh, Thanh Trúc, Thanh Hà, Thiên Kim | ASIA 43                      | 2004 |
| 5   | LK Ai Nói Với Em (Minh Kỳ, Huy Cường), Chiều Trên Phá Tam Giang (Trần Thiện Thanh, Tô Thụy Yên), Chân Trời Tím (Trần Thiện Thanh), Áo Anh Sứt Chỉ Đường Tà (Phạm Duy, Hữu Loan) | Lâm Nhật Tiến | ASIA 43                      | 2004 |
| 6   | LK Hành Trình Tìm Tự Do | Thanh Trúc, Philip Huy | ASIA 44                      | 2004 |
| 7   | Hành Trình 30 Năm (Trúc Hồ) | Thiên Kim, Đặng Minh Thông, Phạm Khải Tuấn, Nguyên Khang, Y Phương                                                                                             | ASIA 46                      | 2005 |
| 8   | LK Kỳ Diệu (Anh Bằng, Nguyên Sa), Anh Còn Nợ Em (Anh Bằng, Phan Thành Tài) | Nguyên Khang | ASIA 46                      | 2005 |
| 9   | Sợi Tóc (Anh Bằng) | solo | ASIA 47                      | 2005 |
| 10  | Đêm Đông (Nguyễn Văn Thương) | Lệ Thu | ASIA 48                      | 2005 |
| 11  | Góa Phụ Ngây Thơ (Trần Thiện Thanh) | Đặng Minh Thông | ASIA 50                      | 2006 |
| 12  | LK Em Đi Rồi, Cho Em Quên Tuổi Ngọc (Lam Phương) | Thanh Lan | ASIA 51                      | 2006 |
| 13  | Bây Giờ Còn Nhớ Hay Không (Anh Bằng) | Nguyên Khang | ASIA 52                      | 2006 |
| 14  | LK Tuổi Đá Buồn, Như cánh vạc bay, Gọi tên bốn mùa, Rừng Xưa Đã Khép, Còn tuổi nào cho em (Trịnh Công Sơn)                                                                      | Don Hồ, Thiên Kim, Y Phương, Y Phụng, Đặng Minh Thông, Nguyên Khang                                                                                            | ASIA 53                      | 2006 |
| 15  | LK Mùa Thu (Đoàn Chuẩn, Từ Linh) | Nguyên Khang | ASIA 53                      | 2006 |
| 16  | Tình Đầu Một Thời Áo Trắng (Trầm Tử Thiêng) | Y Phương, Ngọc Huyền, Băng Tâm, Thái Doanh Doanh, Thùy Hương, Y Phụng, Tường Nguyên, Tường Khuê                                                                | ASIA 54                      | 2007 |
| 17  | Mười Năm Yêu Em (Trầm Tử Thiêng) | Vũ Khanh | ASIA 54                      | 2007 |
| 18  | LK Xin Còn Gọi Tên Nhau, Một Mai Em Đi (Trường Sa) | Lệ Thu | ASIA 55                      | 2007 |
| 19  | Thiên Thần Trong Bóng Tối (Trúc Hồ) | Y Phương | ASIA 56                      | 2007 |
| 20  | LK Bây Giờ Tháng Mấy, Tuổi Xa Người (Từ Công Phụng) | Nguyên Khang | ASIA 59                      | 2008 |
| 21  | LK Mùa Xuân Trên Đỉnh Bình Yên (Từ Công Phụng), Tiếng Dương Cầm (Văn Phụng) | Nguyên Khang | ASIA 60                      | 2008 |
| 22  | Không Bao Giờ Ngăn Cách (Trần Thiện Thanh) | Châu Tuấn, Bích Vân, Y Phương | ASIA 61                      | 2009 |
| 23  | Trời Chưa Muốn Sáng (Trần Thiện Thanh) | Nguyên Khang | ASIA 61                      | 2009 |
| 24  | Khóc Mẹ Đêm Mưa (Anh Bằng) | Gia Huy | ASIA 62                      | 2009 |
| 25  | Ngày Tân Hôn | solo | ASIA 63                      | 2009 |
| 26  | Casablanca | solo | ASIA 64                      | 2009 |
| 27  | Hài kịch: Chú Tư Cầu (Hùng Lâm) | Quang Minh, Hồng Đào, Y Phụng, Lê Anh Quân, Jonathan | ASIA 65                      | 2010 |
| 28  | Vũng Lầy Của Chúng Ta (Lê Uyên Phương) | Nguyên Khang | ASIA 65                      | 2010 |
| 29  | Lệ đá (Trần Trịnh, Hà Huyền Chi) | Nguyên Khang | ASIA 66                      | 2010 |
| 30  | Một Ngày Mùa Đông (Bảo Chấn) | solo | ASIA Noel, Noel, Noel        | 2010 |
| 31  | Xuân vui ca (Thanh Sơn) | solo | ASIA 67                      | 2011 |
| 32  | Chấp Nhận (Anh Bằng) | solo | ASIA Golden 1                | 2011 |
| 33  | Một Thoáng Sài Gòn (Bảo Phúc, Vũ Tuấn Bảo) | Philip Huy | ASIA 68                      | 2011 |
| 34  | Hài kịch: Xóm Nhỏ Tình Người (Hùng Lâm) | Quang Minh, Hồng Đào, Mỹ Huyền | ASIA 68                      | 2011 |
| 35  | Chiến Sĩ Vô Danh (Phạm Duy) | Hồ Hoàng Yến, Mỹ Huyền, Thiên Kim, Y Phương, Tâm Đoan | ASIA Golden 2                | 2011 |
| 36  | Bạch Đằng Giang (Lưu Hữu Phước, Mai Văn Bùi) | Nguyễn Hồng Nhung | ASIA Golden 2                | 2011 |
| 37  | Happy New Year | solo | ASIA Noel Mùa Tình Yêu       | 2011 |
| 38  | Xuân Và Tuổi Trẻ (La Hối, Thế Lữ) | solo | ASIA Xuân Hy Vọng            | 2012 |
| 39  | LK Người Về Từ Lòng Đất (Quốc Dũng), Nơi Ấy Bình Yên (Bảo Chấn), Trống Vắng (Quốc Hùng)                                                                                         | Thủy Tiên, Philip Huy | ASIA 69                      | 2012 |
| 40  | Hội Trùng Dương (Phạm Đình Chương) | Nguyên Khang | ASIA 70                      | 2012 |
| 41  | LK Con Quỳ Lạy Chúa, Lời Người Ngoại Đạo, Ave Maria | Nguyên Khang, Y Phương | ASIA Niềm Vui Mùa Giáng Sinh | 2012 |
| 42  | Một Đời Áo Mẹ Áo Em (Trầm Tử Thiêng) | Lâm Nhật Tiến, Nguyễn Hồng Nhung | ASIA 71                      | 2013 |
| 43  | Hát Cho Người Dân Oan | Lê Quốc Tuấn | ASIA Golden 3                | 2013 |
| 44  | Có Nhớ Đêm Nào (Khánh Băng) | solo | ASIA 73                      | 2013 |
| 45  | LK Tình Hờ, Kiếp nào có yêu nhau (Phạm Duy) | Nguyên Khang | ASIA 75                      | 2014 |
| 46  | Tình Ca Người Đi Biển (Trường Hải) | solo | ASIA Icons 1                 | 2014 |
| 47  | Con Tim Và Nước Mắt (Hoàng Thi Thơ) | solo | ASIA Icons 1                 | 2014 |
| 48  | Khúc Nhạc Mừng Xuân (Nhật Bằng) | solo | ASIA Liên khúc Mùa Xuân      | 2015 |
| 49  | LK Xin Đời Một Nụ cười (Nam Lộc), Một Lần Miên Viễn Xót Xa (Nguyễn Đức Thành), Bước Chân Việt Nam (Trầm Tử Thiêng, Trúc Hồ)                                                     | Nguyên Khang | ASIA 76                      | 2015 |
| 50  | Việt Nam Ơi (Trúc Hồ) | Lâm Thúy Vân, Đoàn Phi, Hoàng Anh Thư, Mai Thanh Sơn, Thế Sơn, Y Phương, Quốc Khanh, Thiên Kim, Gia Huy, Huỳnh Phi Tiễn, Hoàng Thục Linh, Đan Nguyên, Nhật Lâm | ASIA 76                      | 2015 |
| 51  | LK Phiên Khúc Mùa Đông (Lê Hựu Hà), Mặt Trời Đen (Nguyễn Trung Cang) | Nguyên Khang, Y Phương, Quốc Khanh, Đoàn Phi, Mai Thanh Sơn, Thiên Kim                                                                                         | ASIA 76                      | 2015 |
| 52  | Người Về (Phạm Duy) | solo | ASIA Golden 4                | 2015 |
| 53  | Anh Còn Yêu Em (Anh Bằng, Phan Thành Tài) | solo | ASIA 77                      | 2015 |
| 54  | Đoàn Người Lữ Thứ (Lam Phương) | Y Phương, Lê Quốc Tuấn | ASIA 77                      | 2015 |
| 55  | Con Bướm Xuân | solo | ASIA Mừng Xuân               | 2016 |
| 56  | Nổi Lửa Đấu tranh (Anh Bằng) | Hoàng Thục Linh, Y Phương, Hồ Hoàng Yến, Nguyên Khang, Mai Thanh Sơn                                                                                           | ASIA 78                      | 2016 |
| 57  | Chiều Về Trên Sông (Phạm Duy) | solo | ASIA 78                      | 2016 |
| 58  | LK Khúc Thụy Du, Kỳ Diệu, Anh Còn Nợ Em, Tango Tím, Mai Tôi Đi (Anh Bằng) | Thế Sơn, Lâm Thúy Vân, Gia Huy, Anh Tuấn, Dạ Nhật Yến, Bích Vân, Y Phương, Hoàng Anh Thư                                                                       | ASIA 79                      | 2017 |
| 59  | LK Đêm Buồn, Một Lần Cuối (Hoàng Thi Thơ), Xin Hãy Quên Tôi (Anh Bằng) | Thế Sơn | ASIA 79                      | 2017 |
| 60  | Kinh Khổ (Trầm Tử Thiêng) | Y Phương | ASIA 79                      | 2017 |
| 61  | Sài Gòn Chiều Mưa (Xuân Hoàng) | solo | ASIA Golden 5                | 2017 |
| 62  | Trên Con Đường Về Quê (Nguyễn Khắc Xuyên) | Anh Tuấn | ASIA Mẹ Fatima               | 2017 |
| 63  | LK Mùa Hoa Đẹp Tươi Đã Về (Sr Trầm Hương), Bóng Hồng Dâng Mẹ (Phanxico), Mùa Hoa Về Rồi (Sr Trầm Hương)                                                                         | Diễm Ngân, Hoàng Anh Thư, Ngọc Anh Vi, Thanh Trúc, Thùy Dương, Y Phương                                                                                        | ASIA Mẹ Fatima               | 2017 |
| 64  | Cuộc Sống Muôn Màu (Song Ngọc) | solo | ASIA 80                      | 2017 |
| 65  | Mary, Did You Know | Thế Sơn | ASIA CHRISTMAS SPECIAL       | 2017 |
| 66  | Vẫn Còn Mùa Xuân Cho Em (Diệu Hương) | solo | ASIA 81                      | 2018 |
| 67  | Nếu Như Ngày Đó (Hoàng Nhã) | Thế Sơn, Hồ Hoàng Yến | ASIA 81                      | 2018 |
| 68  | Quê Hương Là Người Đó (Phạm Đình Chương, Du Tử Lê) | solo | ASIA 82                      | 2018 |
| 69  | Người Di Tản Buồn (Nam Lộc) | solo | ASIA Đặc Biệt 2020: Lễ Tạ Ơn | 2020 |
| 70  | LK Màu Nắng Xuân | Hoàng Anh Thư, Khánh Trần, Gia Huy, Lê Quốc Tuấn | ASIA Xuân 2021               | 2021 |

### Trung tâm Vân Sơn
| STT | Tiết mục                                  | Thể hiện với | Chương trình | Năm  |
| --- | ----------------------------------------- | --- | ------------ | ---- |
| 1   | Nỗi Vô Tình Ngọt Ngào (Huỳnh Nhật Tân)    | solo | Vân Sơn 28   | 2004 |
| 2   | Một Thời Nhung Nhớ                        | solo | Vân Sơn 29   | 2005 |
| 3   | Hài kịch: Người Bạn Tốt                   | Vân Sơn, Bảo Liêm, Quang Minh, Hồng Đào                                                                                               | Vân Sơn 29   | 2005 |
| 4   | Nghìn Trùng Xa Cách (Phạm Duy)            | solo | Vân Sơn 30   | 2005 |
| 5   | Phút Ban Đầu                              | Nguyên Khang | Vân Sơn 31   | 2005 |
| 6   | Đêm Thượng Hải                            | solo | Vân Sơn 33   | 2006 |
| 7   | Ôi Quê Tôi (Lê Minh Sơn)                  | solo | Vân Sơn 34   | 2006 |
| 8   | Phậm Tơ Tằm (Hồ Tịnh Tâm)                 | solo | Vân Sơn 35   | 2006 |
| 9   | Chiều Phủ Tây Hồ (Phú Quang)              | solo | Vân Sơn 36   | 2007 |
| 10  | Lời Nguyền (Lê Ngọc)                      | solo | Vân Sơn 37   | 2007 |
| 11  | Kiếp nào có yêu nhau (Phạm Duy)           | solo | Vân Sơn 38   | 2007 |
| 12  | Mẹ Âu Cơ (Huỳnh Nhật Tân, Đức Trí)        | Don Hồ, Nguyên Khang, Nguyễn Hồng Nhung                                                                                               | Vân Sơn 39   | 2008 |
| 13  | Con Yêu (LV: Cẩm Vân)                     | solo | Vân Sơn 39   | 2008 |
| 14  | LK Mẹ Và Quê Hương                        | Nguyên Khang, Nguyễn Hồng Nhung, Andy Quách, Thanh Tuyền, Hạ Vy, Phi Nhung, Linda Chou, Nhã Thanh, Chế Linh, Trường Vũ, Ngọc Hạ, Vpop | Vân Sơn 39   | 2008 |
| 15  | The Phantom Of The Opera (LV: Diệu Hương) | Nguyên Khang | Vân Sơn 40   | 2008 |
| 16  | Quê Hương Ba Miền (Thanh Sơn)             | Việt Thảo, Vân Sơn, Trường Vũ, Hạ Vy, Tâm Đoan, Cát Tiên, Linda Chou                                                                  | Vân Sơn 41   | 2008 |
| 17  | Nha Trang Ngày Về (Phạm Duy)              | solo | Vân Sơn 41   | 2008 |

### Trung tâm Tình
(DVD Version)
| STT | Ca khúc                                      | Thể hiện với | Chương trình                      | Năm  |
| --- | -------------------------------------------- | --- | --------------------------------- | ---- |
| 1   | Trống Vắng (Quốc Dũng)                       | Solo | Quê Hương Tình Yêu Và Tuổi Trẻ 5  | 1999 |
| 2   | HAPPY Y2K                                    | Hạ Vy, Minh Tuyết, Tú Quyên, Lưu Mỹ Linh, Johnny Dũng, Nhật Quân, Tuấn Thông                                                                      | Quê Hương Tình Yêu Và Tuổi Trẻ 6  | 1999 |
| 3   | Cho Em Một Ngày                              | Solo | Quê Hương Tình Yêu Và Tuổi Trẻ 6  | 1999 |
| 4   | Nếu Điều Đó Xảy Ra (Ngọc Châu)               | Solo | Quê Hương Tình Yêu Và Tuổi Trẻ 7  | 2000 |
| 5   | Đời Đã Vắng                                  | Solo | Quê Hương Tình Yêu Và Tuổi Trẻ 8  | 2001 |
| 6   | LK Tình                                      | Minh Tuyết, Hạ Vy, Tú Quyên, Thanh Trúc, Huy Vũ, Hoài Vũ, Duy Linh, Johnny Dũng                                                                   | Quê Hương Tình Yêu Và Tuổi Trẻ 10 | 2002 |
| 7   | Bình Minh Sẽ Mang Anh Đi (LV: Đàm Vĩnh Hưng) | Solo | Quê Hương Tình Yêu Và Tuổi Trẻ 10 | 2002 |
| 8   | LK Tophits                                   | Minh Tuyết, Tâm Đoan, Hạ Vy, Thanh Trúc, Rebecca Quỳnh Giao, Vina Uyển My, La Sương Sương, Huy Vũ, Tiến Dũng, Minh Chánh, Nhật Trung, Johnny Dũng | Quê Hương Tình Yêu Và Tuổi Trẻ 11 | 2003 |
| 9   | Breaking The Rules                           | Johnny Dũng | Quê Hương Tình Yêu Và Tuổi Trẻ 11 | 2003 |
| 10  | Hát Với Dòng Sông                            | Solo | Quê Hương Tình Yêu Và Tuổi Trẻ 11 | 2003 |
| 11  | Vầng Tóc Rối (Mai Anh Việt)                  | Solo | Quê Hương Tình Yêu Và Tuổi Trẻ 12 | 2004 |
| 12  | LK Dân Ca 2                                  | Hạ Vy, Tú Quyên | Quê Hương Tình Yêu Và Tuổi Trẻ 14 | 2006 |
| 13  | Nhớ Mãi Nhau Thôi (LV: Lãnh Ngọc Tâm)        | Huy Vũ | Quê Hương Tình Yêu Và Tuổi Trẻ 14 | 2006 |
| 14  | LK Tà Áo Việt Nam                            | Hạ Vy, Tú Quyên, Lưu Mỹ Linh, Huy Vũ, Gia Huy, Kevin Khoa, Minh Chánh                                                                             | Quê Hương Tình Yêu Và Tuổi Trẻ 14 | 2006 |
| 15  | Người tình trăm năm (Đức Huy)                | solo | Quê Hương Tình Yêu Và Tuổi Trẻ 15 | 2007 |
| 16  | Sa mạc tình yêu (LV: Khúc Lan)               | solo | Quê Hương Tình Yêu Và Tuổi Trẻ 17 | 2009 |

### Trung tâm Blue Ocean
| STT | Ca khúc                              | Thể hiện với | Chương trình                     | Năm  |
| --- | ------------------------------------ | ------------ | -------------------------------- | ---- |
| 1   | Tình Yêu Màu Tím                     | solo         | Vườn Hoa Âm nhạc Và Tiếng Cười   | 2004 |
| 2   | Còn Lại Một Mình (Nguyễn Ngọc Thiện) | solo         | Vườn Hoa Âm nhạc Và Tiếng Cười 3 | 2006 |
| 3   | Tình khúc Yêu (Andy Thanh)           | solo         | Vườn Hoa Âm nhạc Và Tiếng Cười 4 |      |

### Đài SBTN
| STT | Ca khúc | Thể hiện với                                                               | Chương trình                                               | Năm  |
| --- | --- | -------------------------------------------------------------------------- | ---------------------------------------------------------- | ---- |
|     | LK Trịnh Công Sơn: Tuổi đá buồn + Như cánh vạc bay + Còn tuổi nào cho em + Rừng xưa đã khép + Bốn mùa thay lá | Hồ Hoàng Yến, Quốc Khanh, Nguyên Khang, Thiên Kim, Y Phương, Mai Thanh Sơn | Liveshow NK Đành thôi em nhé (Dream Tet Production & SBTN) | 2017 |
|     | Nuối Tiếc (Trịnh Nam Sơn)                                                                                     | Nguyên Khang                                                               | Liveshow NK Đành thôi em nhé (Dream Tet Production & SBTN) | 2017 |
|     | Diễm Xưa (Trịnh Công Sơn)                                                                                     | Solo                                                                       | SBTN Nhạc Vàng                                             | 2019 |
|     | Thu Sầu (Lam Phương)                                                                                          | Lâm Nhật Tiến                                                              | SBTN Nhạc Vàng                                             | 2019 |
|     | Mùa Thu Chết (Phạm Duy)                                                                                       | Solo                                                                       | SBTN Nhạc Vàng                                             | 2019 |
|     | Giọt Mưa Thu (Bùi Công Kỳ & Đặng Thế Phong)                                                                   | Solo                                                                       | SBTN Nhạc Vàng                                             | 2019 |
|     | Anh Đã Quên Mùa Thu (Tùng Giang & Nam Lộc)                                                                    | Solo                                                                       | SBTN Nhạc Vàng                                             | 2019 |
|     | Người Di Tản Buồn (Nam Lộc)                                                                                   | Solo                                                                       | Những Đứa Con Vong Quốc                                    | 2019 |
|     | Mùa Xuân Trong Đôi Mắt Em (Đức Huy)                                                                           | Solo                                                                       | Xuân Hẹn Ước - Xuân Canh Tý 2020                           | 2020 |
|     | Tình Yêu Tình Người (Trúc Hồ)                                                                                 | Solo                                                                       | Cầu Nguyện và Chia Sẻ Nỗi Đau với Nước Úc                  | 2020 |
|     | Người Tình Không Chân Dung (Hoàng Trọng, Dạ Chung)                                                            | Solo                                                                       | Những Người Lính Bị Bỏ Rơi                                 | 2020 |
|     | Hà Nội Ngày Tháng Cũ (Song Ngọc)                                                                              | Solo                                                                       | Những Ngày Xưa Thân Ái                                     | 2021 |
|     | Ước Gì Ta Là Cát (Trúc Giang)                                                                                 | Solo                                                                       | Quê Hương & Tình Yêu                                       | 2021 |
|     | Như Giấc Chiêm Bao (Lam Phương)                                                                               | Solo                                                                       | Một Chút Quà Cho Quê Hương                                 | 2021 |
|     | Người Đã Giết Đời Tôi (Trúc Hồ)                                                                               | Solo                                                                       | Tình Yêu Tình Người                                        | 2021 |
|     | Riêng Một Góc Trời (Ngô Thụy Miên)                                                                            | Solo                                                                       | Tình Ca Sau 1975                                           | 2022 |
|     | Bến Xuân (Văn Cao)                                                                                            | Solo                                                                       | Mừng Xuân Quý Mão 2023                                     | 2023 |
|     | Bài Không Tên Số 5 (Vũ Thành An)                                                                              | Solo                                                                       | Vũ Thành An - Tác Giả & Tác Phẩm                           | 2023 |
|     | Từ Giọng Hát Em (Ngô Thụy Miên)                                                                               | Solo                                                                       | Ngô Thụy Miên - Tác Giả & Tác Phẩm                         | 2024 |

### Jimmy TV
| STT | Ca khúc                            | Thể hiện với | Chương trình        | Năm  |
| --- | ---------------------------------- | ------------ | ------------------- | ---- |
| 1   | Mẹ Yêu (Trúc Hồ)                   | Solo         | Mẹ Vẫn Bên Ta       | 2021 |
| 2   | Ngày Tuyết Lạnh (LV: Ngọc Lan)     | Solo         | Mùa Đông Về Chưa Em | 2021 |
| 3   | Mất Nhau Mùa Đông (Anh Bằng)       | Solo         | Mùa Đông Về Chưa Em | 2021 |
| 4   | Khi Xưa Ta Bé (Lời Việt: Phạm Duy) | Nguyên Khang | Mùa Đông Về Chưa Em | 2021 |

### Trúc Sinh Entertainment
| STT | Ca khúc                          | Thể hiện với | Chương trình                           | Năm  |
| --- | -------------------------------- | ------------ | -------------------------------------- | ---- |
| 1   | Bài Không Tên Số 7 (Vũ Thành An) | Solo         | Trúc Sinh & Friends Season 1 Episode 4 | 2021 |
| 2   | Cha Tôi (Trúc Giang)             | Solo         | Âm Nhạc & Tôi "Ngày Của Cha"           | 2021 |